# Рафаель Гроссі
Рафае́ль Мар'я́но Гро́ссі (ісп. Rafael Mariano Grossi; нар. 29 січня 1961, Буенос-Айрес, Аргентина) — аргентинський дипломат. Від 3 грудня 2019 року обіймає посаду генерального директора Міжнародного агентства з атомної енергії. У 2013—2019 роках був послом Аргентини в Австрії, а за сумісництвом у Словенії, Словаччині та міжнародних організаціях, розташованих у Відні.

## Біографія
1983 року Гроссі закінчив Аргентинський католицький університет зі ступенем бакалавра політичних наук, а 1985 року вступив на аргентинську дипломатичну службу. У 1997 році він закінчив Женевський університет та інститут міжнародних відносин та розвитку зі ступенем магістра та доктора філософії в галузі історії, міжнародних відносин та міжнародної політики.

## Кар'єра
Гроссі почав працювати в галузі ядерної політики під час співпраці між аргентинською дипломатичною службою та INVAP. У 1997—2000 роках він був головою Групи урядових експертів ООН з міжнародного збройового реєстру, а потім став радником помічника Генерального секретаря ООН з питань роззброєння.
У 2017 році після зникнення підводного човна «Сан Хуан», він подав ідею переглянути записи гідроакустичних станцій Організації договору про всеосяжну заборону ядерних випробувань, що дало б змогу знайти цей човен. В результаті на записах двох станцій було ідентифіковано потужний сигнал. Підводний човен був виявлений за 20 км від місця сигналу.
У жовтні 2019 року кандидатуру Гроссі було подано на посаду генерального директора Міжнародного агентства з атомної енергії. 3 грудня 2019 року він приступив до виконання своїх обов'язків.
У квітні 2022 року він відвідав територію Чорнобильської АЕС.
Брав участь у засіданні Ради безпеки ООН 11 серпня 2022 року на тему кризи на Запорізькій АЕС. Висловив бажання вирушити до району Запорізької АЕС. Делегація МАГАТЕ на чолі з Гроссі прибула на ЗАЕС 1 вересня. Сам Рафаель Гроссі пробув на Запорізькій АЕС кілька годин, після чого дав пресконференцію у Києві, де заявив, що на атомній електростанції буде функціонувати постійна місія Міжнародного агентства з атомної енергії.
У березні 2023 року Гроссі було вдруге призначено генеральним директором МАГАТЕ.